# Sanatornaja (przystanek kolejowy w obwodzie moskiewskim)
Sanatornaja (ros. Санаторная) – przystanek kolejowy w pobliżu miejscowości Grigorowo, w rejonie odincowskim, w obwodzie moskiewskim, w Rosji. Położony jest na linii Moskwa – Mińsk – Brześć.